# Batthyány
Batthyány (Bachyan, Bathian, Bathyan, Bathyany, Battiani, de Bachan, Baćan), hrvatsko-ugarska plemićka obitelj koja djeluje u Hrvatskoj od početka 15. stoljeća. Imali su posjede u varaždinskoj i zagrebačkoj županiji. Tijekom turskih osvajanja u 16. stoljeću preselili su svoje podložnike sa svojih posjeda u istočnoj Hrvatskoj na prekodravska imanja i u Gradišće.
Barunstvo su stekli 1628., grofovstvo 1630., a naslov hercega 1764. godine. Obnašali su visoke službe u državnoj upravi, a najistaknutiji članovi su:
- Baltazar Baćan (1452. – 1520.), jajački ban
- Benko Baćan, hrvatski banovac
- Franjo Batthyány (1479. – 1566.), hrvatski i jajački ban
- Adam Batthyány (1662. – 1703.), hrvatski ban
- Karlo Batthyány (1698. – 1772.), hrvatski ban
- Ludvig I. Batthyány (1696. – 1765.), ugarski palatin
- Teodor Batthyány (1729. – 1812.), jedan od prvih hrvatskih manufakturista